# Villa Park (stadion)
A Villa Park egy Birminghamben található angol labdarúgóstadion, melyben az első osztályú Aston Villa játssza mérkőzéseit. 1897-ben nyílt meg.
Az aréna maximális befogadóképessége 42 788 néző, a nézőtér fedett.